# Пасвик
Пасвик (рус. Пасвик заповедник; норв. Pasvik naturreservat) заштићено је подручје у рангу строгог резервата биосфере смештено на крајњем северу Европе, на граници између Норвешке и Русије. Заштићено подручје налази се у уској долини уз обе обале реке Патсојоки (притоке Баренцовог мора) и значајан је орнитолошки локалитет на крајњем северу Европе.
Данас обухвата територију површине 166,4 km2. Руски део резервата (Печеншки рејон Мурманске области) обухвата уски и 44 km дугачки појас уз десну обалу Патсојокија, основан је 1992. године и обухвата највећи део територије парка, 147,3 km2. Норвешки део (Финмарк, дужине 12 км и ширине до 5 км) основан је годину дана касније уз леву обалу реке на територији површине 19,1 km2.
Биосфера парка је доста разноврсна и богата, под шумама је око 44% територије, мочваре чине 29%, а преостала 22% отпадају на водене површине. Најближа градска насеља су Никељ и Запољарни у Русији и Ћирћенес у Норвешкој.